# پریاموس ۸۸۴

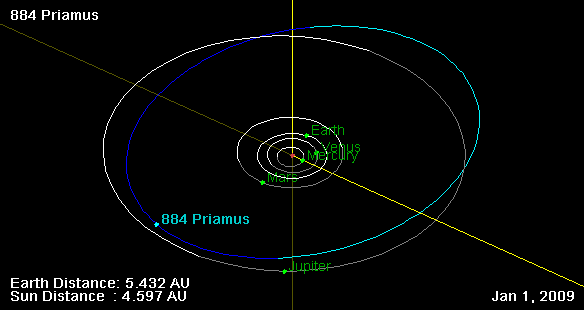
نمایی از محل قرارگیری سیارک پریاموس ۸۸۴ در مدار - ۲۰۰۹

سیارک ۸۸۴ (به انگلیسی: 884 Priamus، نامگذاری:1917CQ) هشتصد و هشتاد و چهارمین سیارک کشف شده‌است که در ۲۲ سپتامبر ۱۹۱۷ و در هایدلبرگ کشف شد.
قدر مطلق سیارک برابر ۸٫۸۱ است.